# Quijorna
Quijorna är en kommun i Spanien.   Den ligger i autonoma regionen Madrid, i den centrala delen av landet, 30 km väster om huvudstaden Madrid. Antalet invånare är 4 001 (2024)..